# Zaluscodes aucklandicus
Zaluscodes aucklandicus là một loài ruồi trong họ Limoniidae. Chúng phân bố ở miền Australasia.